# ストリーク
ストリークは、吉本興業で活動していた日本のお笑いコンビ。1995年7月に結成、2012年4月25日に解散。山田と吉本のいずれも大阪NSC15期生。

## メンバー
山田 大介（やまだ だいすけ、1976年8月31日（48歳）- ）ボケ担当。立ち位置は向かって左。
- 大阪府堺市南区槙塚台出身。大阪府立東百舌鳥高等学校卒業。大阪NSC15期生。
- 血液型はA型。身長177cm。
- 衣装は野球のユニフォームである。このユニフォームはストリークのオリジナルユニフォームでビジター用とホーム用の2種がある。最近はWBC日本代表ユニフォームや阪神タイガースの選手のユニフォームなど種類が増えている。
- よく登場するユニフォームはシアトル・マリナーズ（ホーム）、阪神タイガース（ホーム）、テキサス・レンジャース（ビジター）の3パターン。ただし公式ユニフォームではなくアシックス製（ローリングス）のオーダーメイドで胸文字は「STREAK」となっている。衣装はZETT製である。
- 野球好きで阪神タイガースを愛し、タイガースの選手や他球団の選手とも仲がいい。斎藤雅樹のモノマネが得意で漫才中によく行う。
- 解散後は「山田スタジアム」と改名し、ピン芸人として活動中。
- 2014年5月10日からは「あなたの街に住みますプロジェクト」でモンスーンと共に兵庫県住みます芸人としても活動[2]。

吉本 峰之（よしもと みねゆき、1977年2月19日（48歳）- ）ツッコミ担当。立ち位置は向かって右。
- 滋賀県栗東市出身。滋賀県立東大津高等学校卒業。大阪NSC15期生。
- 血液型はB型。身長175cm。
- 衣装は背広である。
- 「まいどー！」の掛け声を持ちネタとして使用。
- 2012年4月25日、ストリーク解散に伴い芸能界を引退した。その後は不動産会社勤務を経て、現在は地元に戻り郵便局に勤めている[3]。

## 概要
- デビュー当時はシュールなコントを展開。その後普通の漫才を始め、さらに「二人ともユニホームを着ているのに普通のネタ」という時期もあった。ユウキロックの助言により、2004年頃吉本がスーツ姿になり、ネタも野球になった。 [要出典]とりわけ阪神タイガースに関するネタを得意にしていた。山田が野球に関するボケを繰り出し、吉本が解説を交えて丁寧にツッコミを入れるのが基本的なスタイルである。
- 山田のユニフォームはZETT製で、阪神タイガース風、シアトル・マリナーズ風、大阪近鉄バファローズ風、WBC日本代表風などさまざまなバージョンがあり、胸には「STREAK」の文字が入っている。2009年にはZETTのユニフォームパンフレットのキャラクターに起用された[4]。
- 漫才やMCの掴みとして、吉本が左拳を突き上げ「まいどー！」と言うのがお決まりになっている。元ネタは元日本ハムファイターズの岩本勉から。[要出典]
- 漫才中では山田のみが野球狂で、吉本は野球が好きではない設定になっている。[要出典]
- 出囃子に使われていた曲は千秋の「Tigers Gets The Glory」。
- 解散後、吉本は2020年から仕事の合間に藤井ペイジ（飛石連休）や山田スタジアムのYouTubeチャンネルなどで共演している。

## エピソード
- 本人達は「余ったもの同士でコンビを組んだ」と言っている。コンビ名は、メジャーリーグでよく使われる「ビクトリー・ストリーク（連勝）」などにちなんで命名されている。そのコンビ名に改める前は、3年ほど「山田吉本」という名前で活動していた。その頃は漫才よりコントを中心に行っていた。尚、その頃に「山田・吉本」名義で『ダウンタウンのごっつええ感じ』（フジテレビ）の「紅白若手リアクション対決」に出演してる。
- 2001年から2005年のM-1グランプリにて5年連続準決勝進出を決めたものの、一度も決勝に進出できないままコンビ結成10周年を迎えてしまった。なお2002年と2003年の敗者復活戦では、2年連続ストリークがトリだった。
- M-1グランプリの優勝者予想で、アンタッチャブルが3位にストリークを予想していたことがある。「去年、優勝出来たのはストリークさんのお陰」「めちゃくちゃ笑わせて貰って、すごいリラックスできた」などとべた褒めされた。
- 吉本新喜劇を見に来ていたイチロー選手から「ストリークさんに会いたい」と言われ、NGKの楽屋で初対面した。その時、川﨑宗則選手も一緒に居た。吉本がイチローに対して「むっちゃ詳しいな！」とタメ口でツッコミを入れてしまう程、イチローは山田がネタ中に着ているユニホームの種類を把握していた。なおその後、山田がネタ中に被っている帽子の裏には、その時に書いてもらった、イチローと川崎のサインが入っている。

## 略歴
- 心斎橋筋2丁目劇場で新人ながら「ワチャB」に昇格。「将来のダウンタウン」と期待される。しかし、2丁目劇場閉鎖後のbaseよしもとでは、すでに芸歴を積み重ねていたにも拘らず、超若手集団「ガブンチョ」で長い下積み生活を続ける。その間後輩にどんどんと追い抜かれていく。うめだ花月の復活にあわせてトップ組がbaseよしもとを卒業することが決まった際も、M-1グランプリ旋風の真っ只中にいた麒麟、笑い飯、千鳥らにbaseよしもとのトップの座を譲ることになる。
- 2007年3月21日、ストリークソロライブ「baseよしもとは永遠に不滅です」を最後にbaseよしもとを卒業、活動拠点をうめだ花月に移す。
- 2012年4月25日に「よしもと祇園花月」で開かれた劇場公演を最後に、コンビを解散。吉本が芸能界を引退することになった。一方の山田は、解散後も、ピン芸人として芸能活動を継続。同年9月9日放送の『MBSタイガースライブ番外編』へ出演した際には、芸名を山田スタジアムに改めることを公表した。なお、コンビの解散に至った理由は、前年末から2人の間で仕事への感覚にズレが生じたことにあったとされる[1]。

## 賞レース戦績
- 1998年 第28回NHK上方漫才コンテスト 優秀賞
- 2001年 M-1グランプリ 準決勝進出
- 2002年 M-1グランプリ 準決勝進出
- 2003年 M-1グランプリ 準決勝進出
- 2004年 M-1グランプリ 準決勝進出
- 2005年 M-1グランプリ 準決勝進出
- 2005年 第20回NHK新人演芸大賞 演芸部門大賞
- 2005年 オールザッツ漫才 優勝

## 出演

### テレビ

#### コンビで出演
- 爆笑オンエアバトル（NHK）戦績11勝4敗 最高509KB
  - 2007年度はオーバー500を2回連続で経験しているが、どちらも2位通過となっており、番組では一度もトップ通過は果たせなかった。[5]番組最後の出演となる2009年4月24日放送回ではボール一個差で敗退となり、この回でオンエアを獲得していればゴールドバトラーに認定されていた。ちなみにこの回から15組中8組オンエアというルールに変更されている。
  - 第10回チャンピオン大会 ファイナル8位
- 爆笑レッドカーペット（フジテレビ）不定期出演。キャッチコピーは「笑いの野球伝道師」
  - コラボカーペットでなだぎ武&中川礼二（中川家）（吉本のみ、サウナコラボ名義）と共演。
- ZAIMAN（読売テレビ）
- オールザッツ漫才（毎日放送）2005年にはトーナメント優勝。
- サタうま!（関西テレビ、コイちゃん軍団メンバー。不定期）
- 熱血!!タイガース党（サンテレビ、スカイA）2009-2011年度に「タイガース党員」としてレギュラー出演
- ぶったま!（関西テレビ）
- なるトモ!（読売テレビ、金曜準レギュラー）
- 爆笑ピンクカーペット（フジテレビ）キャッチコピーは「笑いの野球伝道師」
- クイズ!紳助くん（ABC）
- よしもとサンサンTV（サンテレビ、ヨシモトファンダンゴTV）
- おもしろレンタルビデオ スピルバーガー（ABC）
- 笑いがいちばん（NHK）
- 吉本超合金（テレビ大阪、ヨシモトファンダンゴTV）
- baseTVボカンッ!（GAORA）
- イタダキ娘（テレビ大阪）
- baseよしもとアッカン!べーす（GAORA）
- ベリーベリー!base（GAORA）
- 上方芸能三国志（ヨシモトファンダンゴTV）
- 麒麟・千鳥の二笑流TV（GAORA、水曜）
- Baseよしもと中山功太の番組（ヨシモトファンダンゴTV）
- 野爆うめだFandango!（ヨシモトファンダンゴTV）
- ジャイケルマクソン（毎日放送） ウェルカムマクソンの回に出演。
- 千鳥のぼっけぇTV!（GAORA）
  - ストリークがbaseよしもとを卒業すること記念して、「ストリークbaseよしもと卒業スペシャル」なるものが放送された。お祝いコメントにはフットボールアワー、レギュラー、ランディーズらが登場。
- 快傑えみちゃんねる（関西テレビ）
- しゅんげー!ベスト10（ABC）
- ブラマヨ・チュートのまる金TV（読売テレビ）
- 世界一短いギャグ祭!お笑いメリーゴーランド（TBS、山田のみ）
- ヨシモト∞（ヨシモトファンダンゴTV）
- 今夜もハッスル（サンテレビ）（2008年7月26日）
- よしもとモノマネGP（毎日放送、2009年2月21日）※山田のみ。
- 上方演芸ホール（NHK大阪放送局）

#### 吉本峰之のみ出演
- Goro's Bar（TBS）
- よゐこのワケアリ（毎日放送）
- 雨上がり決死隊のトーク番組アメトーーク!（テレビ朝日）

### ラジオ

#### コンビで出演
- baseよしもとガンラジ（ラジオ大阪、木曜） 
  - baseよしもと卒業とともにこの番組からも卒業した。
  - 吉本がよく2ちゃんねるを「某ちゃんねる」と呼び、書き込みを携帯で見ていると発言した。
- 金曜ストリークナイター（KBS京都）
  - 初の冠番組。
- ノムラでノムラだ♪ EXトラ!水曜→火曜レギュラー（MBSラジオ、2009年4月-2011年3月）
- MBSとらぐみタイガースライブ!水曜日（MBSラジオ、2010・2011年度）週替わりで出演
- MBSタイガースライブ番外編（MBSラジオ、2011-2013年度）
  - 2011年度はコンビで不定期出演。ストリーク解散直後の放送（2012年5月13日）からは、山田がピンで登場している。

#### 吉本峰之のみ出演
- 笑い飯のトランジスタラジオくん（TBSラジオ）

#### 山田スタジアムのみ出演
いずれもMBSラジオの番組
- MBSベースボールパーク（2014 - 2017年）
  - 「MBSベースボールパーク公式サポーター」という肩書で、『MBSベースボールパーク番外編』（『MBSタイガースライブ番外編』の後継番組）や、『豊永真琴のベースボールパークEXトラ!』（ナイトゲーム中継終了後のフィラー番組）にレギュラーで出演。阪神のナイトゲーム中継との連動企画として、twitterの番組公式アカウントで実況を担当することもあった。
  - 2018年から上記の番組へ出演していないが、「公式サポーター」としては、2019年8月から「山田ツィタジアム日曜負ける気がせんわ!」（編成上の事情から中継をほぼ放送できない日曜開催の阪神デーゲームと連動したtwitter公式アカウントでの実況・応援ツイート企画）で活動を再開。
- with Tigers MBSベースボールパーク みんなでホームイン!（2015・2016年度のプロ野球オフシーズン番組）
  - 2015年度には木・金曜日、2016年度には水・金曜日にレギュラー出演。
- 亀山つとむのスポーツマンデー!（2016年4月 - 2018年9月）
  - プロ野球シーズンの放送ではレギュラー、オフシーズンの放送ではプロ野球関連の話題を扱う場合に出演。

### 舞台

#### 山田スタジアムのみ出演
- 吉本百年物語 日本全国、テレビで遊ぼ（2012年12月7日 - 12月29日、なんばグランド花月） - 中山功太とのダブルキャスト

## 単独ライブ
- 2003年
  - 02月13日 - ガブンチョ1Hスペシャル〜ストリーク〜（baseよしもと/大阪）
  - 09月14日 - 「タラスコ」（baseよしもと/大阪）
  - 11月29日 - 「クールボー」（baseよしもと/大阪）
- 2004年
  - 01月30日 - 「キーオ」（baseよしもと/大阪）
  - 03月07日 - 「ブロワーズ」（baseよしもと/大阪）
  - 05月14日 - 「郭李」（baseよしもと/大阪）
  - 07月02日 - 「フィルダー」（baseよしもと/大阪）
  - 09月18日 - 「グリーンウェル」（baseよしもと/大阪）
- 2005年
  - 09月14日 - 「キンケード」（baseよしもと/大阪）
- 2006年
  - 04月21日 - 「パチョレック」（baseよしもと/大阪）
  - 09月18日 - 「ムーア」（baseよしもと/大阪）
  - 12月23日 - 「スペンサー」（baseよしもと/大阪）
    - ちなみに、ここまでのライブの名前は全て阪神タイガースに所属していた外国人選手の名前である。
- 2007年
  - 02月19日 - ストリーク吉本1Hソロライブ「Happy Birthday dear まいど！」（baseよしもと/大阪）※吉本のみ
  - 03月21日 - 「baseよしもとは永遠に不滅です」（baseよしもと/大阪）
  - 05月03日 - 「始球式」（うめだ花月/大阪）
  - 06月24日 - 「完全試合」（うめだ花月/大阪）
  - 09月09日 - 「天王山」（うめだ花月/大阪）
  - 11月18日 - 「ドラ1」（うめだ花月/大阪）
- 2008年
  - 01月06日 - 「M144」（うめだ花月/大阪）
  - 02月24日 - 「交流戦」（渋谷公園通りシアターD/東京）
  - 03月20日 - 「開幕ダッシュ」（うめだ花月/大阪）
  - 05月31日 - 「猛打賞」（うめだ花月/大阪）
  - 06月21日 - 「伝統の一戦」（新宿シアターモリエール/東京）
  - 08月01日 - 「夏の甲子園」（うめだ花月/大阪）
  - 10月07日 - 「うめだ花月は永遠に不滅です」（うめだ花月/大阪）
  - 12月26日 - 「V奪回」（ヨシモト∞ホール大阪/大阪）
- 2009年
  - 05月06日 - 「猛虎復活」（ヨシモト∞ホール大阪/大阪）
  - 07月05日 - 「ダイナマイト打線」（ヨシモト∞ホール大阪/大阪）
  - 08月22日 - 「栄冠は、きみに輝く」（ヨシモト∞ホール大阪/大阪）
  - 10月31日 - 「1億円プレーヤー」（ヨシモト∞ホール大阪/大阪）
- 2010年
  - 01月11日 - 「自主トレ」（ヨシモト∞ホール大阪/大阪）
  - 04月04日 - 「開幕投手」（ヨシモト∞ホール大阪/大阪）
  - 06月25日 - 「1492試合」（ヨシモト∞ホール大阪/大阪）
  - 09月05日 - 「首位攻防戦」（シアターD/東京）
- 2011年
  - 04月09日 - 「球春到来」（ヨシモト∞ホール大阪/大阪)
  - 06月25日 - 「見せましょう、野球の底力」（ヨシモト∞ホール大阪/大阪)